# Liste der Fornminnen in Styrnäs

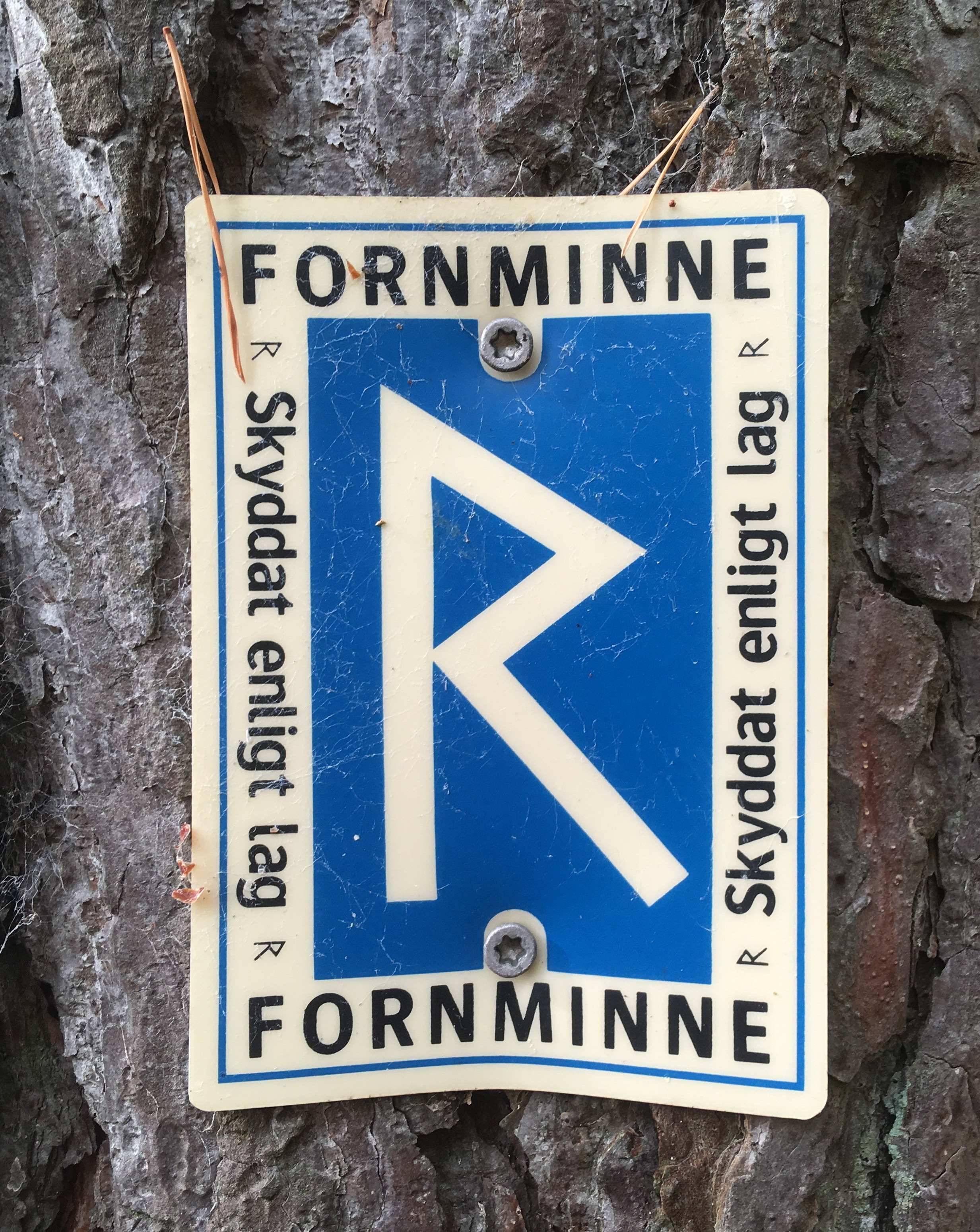
Zeichen für „Fornminnen“ in Schweden

Diese Liste der Fornminnen in Styrnäs zeigt die „Alten/antiken Denkmale“ (schwedisch fornminnen) im ehemaligen Socken Styrnäs in der heutigen Gemeinde Kramfors der schwedischen Provinz Västernorrlands län, sie ist eine Teilliste der „Liste der Fornminnen in Västernorrland“. Die Aufteilung basiert auf der historischen Zuordnung der Gebiete in Socken (siehe auch) und der Einteilung des Zentralamts für Denkmalpflege Riksantikvarieämbetet (RAÄ). Es werden die Fornminnen aufgeführt, die auf dem Suchdienst „Fornsök“ registriert sind, welcher weitere Informationen zu den bekannten kulturhistorischen Überresten in Schweden enthält.

## Begriffserklärung
Fornminnen (schwedisch für alte/antike Denkmale oder archäologische Funde) sind in Schweden alte Objekte und archäologische Funde (Fornlämningar), welche die Überreste menschlicher Aktivitäten in der Vergangenheit bezeichnen, die durch frühere Nutzung entstanden sind und dauerhaft aufgegeben wurden. Dabei gilt für Fornminnen, die vor 1850 entstanden sind, dass sie automatisch durch das Gesetz geschützt sind. Aber auch jüngere Überreste können zu Bodendenkmalen erklärt werden, wenn sie sich an ihrem ursprünglichen Standort befinden und weitgehend erdgebunden sind. Als Fornminnen zählen u. a. Siedlungen und Siedlungsreste aus prähistorischer Zeit, Gräber und Grabstätten, Burgruinen, Ruinen von Klöstern, Kirchen und Schlössern, Steine und Felsen mit Inschriften und Bildern (z. B. Runensteine und Petroglyphen), insofern sie nicht schon als Einzeldenkmal unter Byggnadsminnen (schwedisch für Baudenkmale) oder kyrkliga Kulturminnen (schwedisch für kirchliches Kulturgut) ausgewiesen sind.

## Legende
| ID           | = | ID.Nr. des Denkmalregisters (Fornsök) im schwedische Amt für nationales Kulturerbe (Riksantikvarieämbetet (RAÄ)) |
| Lage         | = | Koordinatenangabe des Standorts                                                                                  |
| Bezeichnung  | = | Bezeichnung des Denkmalobjekts (auch RAÄ-Nr.)                                                                    |
| Beschreibung | = | Name (Denkmaltyp/Dokumentenverweis im Arkivsök) sowie eine kurze Beschreibung des Objekts                        |
| Bild         | = | Bild des Objekts sowie Verweis auf weitere Bilder                                                                |

## Liste Fornminnen Styrnäs
| ID             | Lage    | Bezeichnung (RAÄ-Nr.) | Beschreibung | Bild           |
| -------------- | ------- | --------------------- | --- | -------------- |
| 10249500010001 | (Karte) | Styrnäs 1:1           | Styrnäs 1:1 (Hügelgrab / L1935:1960) Beschreibung ergänzen | Weitere Bilder |
| 10249500010002 | (Karte) | Styrnäs 1:2           | Styrnäs 1:2 (Hügelgrab / L1935:1961) Beschreibung ergänzen | Weitere Bilder |
| 10249500020001 | (Karte) | Styrnäs 2:1           | Styrnäs 2:1 (Hügelgrab / L1935:817) Beschreibung ergänzen | Weitere Bilder |
| 10249500020002 | (Karte) | Styrnäs 2:2           | Styrnäs 2:2 (Hügelgrab / L1935:1962) Beschreibung ergänzen | Weitere Bilder |
| 10249500050001 | (Karte) | Styrnäs 5:1           | Styrnäs 5:1 (Siedlung mit Gräbern / L1935:900) Beschreibung ergänzen | Weitere Bilder |
| 10249500080001 | (Karte) | Styrnäs 8:1           | Styrnäs 8:1 (Steinsetzung / L1935:1878) Beschreibung ergänzen | Weitere Bilder |
| 10249500080002 | (Karte) | Styrnäs 8:2           | Styrnäs 8:2 (Steinsetzung / L1935:1320) Beschreibung ergänzen | Weitere Bilder |
| 10249500080003 | (Karte) | Styrnäs 8:3           | Styrnäs 8:3 (Hügelgrab / L1935:1877) Beschreibung ergänzen | Weitere Bilder |
| 10249500080004 | (Karte) | Styrnäs 8:4           | Styrnäs 8:4 (Steinsetzung / L1935:1879) Beschreibung ergänzen | Weitere Bilder |
| 10249500090001 | (Karte) | Styrnäs 9:1           | Styrnäs 9:1 (Gräberfeld / L1935:1863) Beschreibung ergänzen | Weitere Bilder |
| 10249500100001 | (Karte) | Styrnäs 10:1          | Styrnäs 10:1 (Hügelgrab / L1935:1735) Beschreibung ergänzen | Weitere Bilder |
| 10249500100002 | (Karte) | Styrnäs 10:2          | Styrnäs 10:2 (Hügelgrab / L1935:1286) Beschreibung ergänzen | Weitere Bilder |
| 10249500100003 | (Karte) | Styrnäs 10:3          | Styrnäs 10:3 (Hügelgrab / L1935:1192) Beschreibung ergänzen | Weitere Bilder |
| 10249500110001 | (Karte) | Styrnäs 11:1          | Styrnäs 11:1 (Steinsetzung / L1935:1287) Beschreibung ergänzen | Weitere Bilder |
| 10249500120001 | (Karte) | Styrnäs 12:1          | Styrnäs 12:1 (Hügelgrab / L1935:1906) Beschreibung ergänzen | Weitere Bilder |
| 10249500120002 | (Karte) | Styrnäs 12:2          | Styrnäs 12:2 (Hügelgrab / L1935:1288) Beschreibung ergänzen | Weitere Bilder |
| 10249500160001 | (Karte) | Styrnäs 16:1          | Styrnäs 16:1 (Hügelgrab / L1935:1033) Beschreibung ergänzen | Weitere Bilder |
| 10249500190001 | (Karte) | Styrnäs 19:1          | Styrnäs 19:1 (Steinsetzung / L1935:1665) Beschreibung ergänzen | Weitere Bilder |
| 10249500190002 | (Karte) | Styrnäs 19:2          | Styrnäs 19:2 (Hügelgrab / L1935:1055) Beschreibung ergänzen | Weitere Bilder |
| 10249500210001 | (Karte) | Styrnäs 21:1          | Styrnäs 21:1 (Steinsetzung / L1935:1025) Beschreibung ergänzen | Weitere Bilder |
| 10249500210002 | (Karte) | Styrnäs 21:2          | Styrnäs 21:2 (Steinsetzung / L1935:1667) Beschreibung ergänzen | Weitere Bilder |
| 10249500220001 | (Karte) | Styrnäs 22:1          | Styrnäs 22:1 (Gräberfeld / L1935:1047) Beschreibung ergänzen | Weitere Bilder |
| 10249500230001 | (Karte) | Styrnäs 23:1          | Styrnäs 23:1 (Hügelgrab / L1935:1050) Beschreibung ergänzen | Weitere Bilder |
| 10249500260001 | (Karte) | Styrnäs 26:1          | Styrnäs 26:1 (Gräberfeld / L1935:1669) Beschreibung ergänzen | Weitere Bilder |
| 10249500270001 | (Karte) | Styrnäs 27:1          | Styrnäs 27:1 (Hügelgrab / L1935:1131) Beschreibung ergänzen | Weitere Bilder |
| 10249500270002 | (Karte) | Styrnäs 27:2          | Styrnäs 27:2 (Hügelgrab / L1935:1132) Beschreibung ergänzen | Weitere Bilder |
| 10249500270003 | (Karte) | Styrnäs 27:3          | Styrnäs 27:3 (Steinsetzung / L1935:1578) Beschreibung ergänzen | Weitere Bilder |
| 10249500270004 | (Karte) | Styrnäs 27:4          | Styrnäs 27:4 (Hügelgrab / L1935:1030) Beschreibung ergänzen | Weitere Bilder |
| 10249500280001 | (Karte) | Styrnäs 28:1          | Styrnäs 28:1 (Hügelgrab / L1935:1133) Beschreibung ergänzen | Weitere Bilder |
| 10249500290001 | (Karte) | Styrnäs 29:1          | Styrnäs 29:1 (Steinsetzung / L1935:1654) Beschreibung ergänzen | Weitere Bilder |
| 10249500290002 | (Karte) | Styrnäs 29:2          | Styrnäs 29:2 (Steinsetzung / L1935:1643) Beschreibung ergänzen | Weitere Bilder |
| 10249500290003 | (Karte) | Styrnäs 29:3          | Styrnäs 29:3 (Steinsetzung / L1935:995) Beschreibung ergänzen | Weitere Bilder |
| 10249500290004 | (Karte) | Styrnäs 29:4          | Styrnäs 29:4 (Steinsetzung / L1935:1644) Beschreibung ergänzen | Weitere Bilder |
| 10249500300001 | (Karte) | Styrnäs 30:1          | Styrnäs 30:1 (Gräberfeld / L1935:1645) Beschreibung ergänzen | Weitere Bilder |
| 10249500310001 | (Karte) | Styrnäs 31:1          | Styrnäs 31:1 (Hügelgrab / L1935:1027) Beschreibung ergänzen | Weitere Bilder |
| 10249500310002 | (Karte) | Styrnäs 31:2          | Styrnäs 31:2 (Steinsetzung / L1935:1029) Beschreibung ergänzen | Weitere Bilder |
| 10249500310003 | (Karte) | Styrnäs 31:3          | Styrnäs 31:3 (Hügelgrab / L1935:1028) Beschreibung ergänzen | Weitere Bilder |
| 10249500380001 | (Karte) | Styrnäs 38:1          | Styrnäs 38:1 (Steinhügelgrab / L1935:1073) Beschreibung ergänzen | Weitere Bilder |
| 10249500390001 | (Karte) | Styrnäs 39:1          | Styrnäs 39:1 (Fallgrubensystem / L1935:1135) System von 6 Fallgruben auf einer Länge von 400 m; die rechteckigen Gruben sind bis zu 4 m lang und bis zu 1,5 m tief; die Gruben sind von einem bis zu 5 m breiten Rand umgeben. Befindet sich etwa 600 m östlich der Bergalm Styrnäs 75:1 (L1935:828) im Südteil des Hügels Lillhöjden etwa 2 km östlich der Siedlung Fålasjö.                                                                                                 | Weitere Bilder |
| 10249500440001 | (Karte) | Styrnäs 44:1          | Styrnäs 44:1 (Steinhügelgrab / L1935:1746) Beschreibung ergänzen | Weitere Bilder |
| 10249500470001 | (Karte) | Styrnäs 47:1          | Styrnäs 47:1 (Steinsetzung / L1935:1378) Beschreibung ergänzen | Weitere Bilder |
| 10249500510001 | (Karte) | Styrnäs 51:1          | Styrnäs 51:1 (Hügelgrab / L1935:984) Beschreibung ergänzen | Weitere Bilder |
| 10249500510002 | (Karte) | Styrnäs 51:2          | Styrnäs 51:2 (Steinsetzung / L1935:1354) Beschreibung ergänzen | Weitere Bilder |
| 10249500640001 | (Karte) | Styrnäs 64:1          | Styrnäs 64:1 (Hügelgrab / L1935:1190) Beschreibung ergänzen | Weitere Bilder |
| 10249500660001 | (Karte) | Styrnäs 66:1          | Styrnäs 66:1 (Alm / L1935:1827) Überreste eines ehemaligen Bergbauernhofs (auch als schwedisch „Dämstabodarna“ bezeichnet), bestehend aus 4 Hausfundamenten auf einer Fläche von 60 x 40 m; auf Karten aus dem 18. Jahrhundert ist das Gebiet als bewirtschaftete Weide eingetragen; befindet sich nördlich am Osthang des Hügels Vittjärnhöjden zum See Väsjön, etwa 8 km nordöstlich des Ortes Sandslån.                                                                    | Weitere Bilder |
| 10249500690001 | (Karte) | Styrnäs 69:1          | Styrnäs 69:1 (Steinhügelgrab / L1935:1821) Beschreibung ergänzen | Weitere Bilder |
| 10249500750001 | (Karte) | Styrnäs 75:1          | Styrnäs 75:1 (Alm / L1935:828) Überreste eines ehemaligen Bergbauernhofs (auch als schwedisch „Fäbodmyran“ bezeichnet), bestehend aus 4 Hausfundamenten auf einer Fläche von 90 x 50 m; befindet sich im Tal zwischen den Hügeln Brandbärshöjden und Lillhöjden etwa 1,6 km östlich der Siedlung Fålasjö, etwa 300 m südlich im Tal befindet sich das Fallgrubensystem Styrnäs 79:1 (L1935:1453) und etwa 600 m östlich davon das Fallgrubensystem Styrnäs 39:1 (L1935:1135). | Weitere Bilder |
| 10249500790001 | (Karte) | Styrnäs 79:1          | Styrnäs 79:1 (Fallgrubensystem / L1935:1453) System von 6 Fallgruben auf einer Länge von 400 m; die Gruben haben 2,5 m bis 3,5 m Durchmesser auf einer rechteckigen Basis und sind bis zu 1,3 m tief; in einer Grube befindet sich ein 2 m hoher Stein in einer anderen eine Kohleschicht. Befindet sich etwa 300 m südlich der Bergalm Styrnäs 75:1 (L1935:828) am Südhang des Hügels Brandbärshöjden etwa 1,5 km östlich der Siedlung Fålasjö.                              | Weitere Bilder |
| 10249500840001 | (Karte) | Styrnäs 84:1          | Styrnäs 84:1 (Alm / L1935:825) Beschreibung ergänzen | Weitere Bilder |
| 10249500910001 | (Karte) | Styrnäs 91:1          | Styrnäs 91:1 (Alm / L1935:1452) Beschreibung ergänzen | Weitere Bilder |
| 10249500920001 | (Karte) | Styrnäs 92:1          | Styrnäs 92:1 (Alm / L1935:1895) Beschreibung ergänzen | Weitere Bilder |